# 天涯織女角色列表
《天涯織女》電視劇的劇情角色，基於宋末元初的棉紡織家黃道婆的生平故事及宋元戰爭的歷史所改編。主要演員包括張鈞甯、劉詩詩、袁弘、蕭正楠、陳秀雯、劉松仁等，其中張鈞甯首次演出古裝劇，劉詩詩和袁弘自《射鵰英雄傳》合作後在此劇又一起合作。
該劇原名《衣被天下》，又名《神話織女》。

## 演員表

### 錦繡坊
| 演員   | 角色               | 介紹 |
| 張鈞甯 | 黃巧兒（黃道婆）   | 生於南宋理宗年間松江府（上海），黃震堯和文若蘭的遺女，方甯的妻子，喜歡林慕飛，嫁給方甯是為了回報方甯救自己的恩情，因方甯為了從趙喆手裡救走他而腿被趙喆打斷，由母親的同門容秀滿和褓姆袁姥姥收養，童年時在臨安城（杭州城）內的錦繡坊生活。巧兒為人單純卻也十分執拗；自小便繼承了母親的聰明、善良與慧心巧手，但卻同時遺傳了往往過於任性衝動的缺點，增添了各方的苦惱。                                   |
| 陸子藝 | 黃巧兒（幼年）     | 生於南宋理宗年間松江府（上海），黃震堯和文若蘭的遺女，方甯的妻子，喜歡林慕飛，嫁給方甯是為了回報方甯救自己的恩情，因方甯為了從趙喆手裡救走他而腿被趙喆打斷，由母親的同門容秀滿和褓姆袁姥姥收養，童年時在臨安城（杭州城）內的錦繡坊生活。巧兒為人單純卻也十分執拗；自小便繼承了母親的聰明、善良與慧心巧手，但卻同時遺傳了往往過於任性衝動的缺點，增添了各方的苦惱。                                   |
| 陳秀雯 | 容秀滿             | 錦繡坊的老闆，黃巧兒之母文若蘭的同門師姐以及其師傅。少女時曾是黃巧兒的父親黃震堯之未婚妻，但他後愛上其同門文若蘭令倆人成為情敵。最終，黃震堯選擇文若蘭使秀滿痛恨黃家多年；從此，她專心事業以繼承師傅志願，並憂傷地獨自生活。後來，在收了巧兒為徒，巧兒的聰明伶俐使她用心栽培，並放下了過去。 |
| 徐麒雯 | 胡小梅             | 方寶的妻子，黃巧兒在松江的童年好友和同門，聰明卻不夠努力，因童年陰影，長大後變成追求財帛地位，著迷豪華的表面卻盲於其潛在的危害的人。小梅不理解什麼是至情至愛或真正的幸福，總是尋求一種容易的出路，誓不嫁給一介草民，所以勾引皇帝想成為貴妃。小梅沒有巧兒對織造的天資，卻比巧兒更聰明，但不比她勤勞。雖然跟巧兒也得錦繡坊所傳的技巧，但小梅本身其實對紡織興趣缺乏，不肯苦心學藝，故手藝不比巧兒熟練。 |
| 陳曼媛 | 胡小梅（幼年）     | 方寶的妻子，黃巧兒在松江的童年好友和同門，聰明卻不夠努力，因童年陰影，長大後變成追求財帛地位，著迷豪華的表面卻盲於其潛在的危害的人。小梅不理解什麼是至情至愛或真正的幸福，總是尋求一種容易的出路，誓不嫁給一介草民，所以勾引皇帝想成為貴妃。小梅沒有巧兒對織造的天資，卻比巧兒更聰明，但不比她勤勞。雖然跟巧兒也得錦繡坊所傳的技巧，但小梅本身其實對紡織興趣缺乏，不肯苦心學藝，故手藝不比巧兒熟練。 |
| 韓曉   | 程念湘             | 黃巧兒的同門大師姐。喜歡對師妹們呼呼喝喝，狐假虎威，聰明幹練，頗有領導才能，曾被師傅容秀滿視為繼承事業的人選，但為利益她背叛師門以加入彩雲坊，令容秀滿最後看重黃巧兒。 |
| 石佳禾 | 程念湘（幼年）     | 黃巧兒的同門大師姐。喜歡對師妹們呼呼喝喝，狐假虎威，聰明幹練，頗有領導才能，曾被師傅容秀滿視為繼承事業的人選，但為利益她背叛師門以加入彩雲坊，令容秀滿最後看重黃巧兒。 |
| 李金銘 | 賀小薏             | 黃巧兒的同門。在錦繡坊小薏十分愛說話。她是一個跛子，因為身體的缺憾，常常被人嘲笑奚落，故自慚形穢，處事總是畏首畏尾，因自卑而自貶，沒有自信心。 |
| 何思穎 | 賀小薏（幼年）     | 黃巧兒的同門。在錦繡坊小薏十分愛說話。她是一個跛子，因為身體的缺憾，常常被人嘲笑奚落，故自慚形穢，處事總是畏首畏尾，因自卑而自貶，沒有自信心。 |
| 李倩   | 陶芊芊（嘉善公主） | 黃巧兒的同門。後入宮為宮女，侍候公主趙嘉儀，並因而代嫁蒙古王爺額爾德。 |
| 李 辰  | 陶芊芊（幼年）     | 黃巧兒的同門。後入宮為宮女，侍候公主趙嘉儀，並因而代嫁蒙古王爺額爾德。 |
| 黃詩佳 | 小青               | 錦繡坊織女的門徒。 |
| 趙越   | 袁姥姥             | 錦繡坊織女的保姆 |
| 陶慧敏 | 文若蘭             | 黃震尧之妻 巧兒之母 容秀滿昔日金蘭姐妹 |
| 未知   | 彤彤               | 錦繡坊織女 |
| 未知   | 小苗               | 錦繡坊織女 |
| 未知   | 小曼               | 錦繡坊織女 |
| 未知   | 小琪               | 錦繡坊門徒 |
| 未知   | 小綠               | 錦繡坊門徒 |

### 趙宋皇室
| 演員   | 角色               | 介紹 |
| 劉詩詩 | 趙嘉儀（嘉儀公主） | 天資聰穎、刁鑽古怪，敢愛敢恨，用情極深。南宋之末代公主，趙宋太祖皇帝之後裔（從其次皇子趙德昭一脈），先帝理宗之皇女和度宗之皇侄女兼養女。其先母鄂氏是宋朝忠臣之後，從母家承其愛國的觀念，但也有著公主的嬌縱任性。 |
| 王剛   | 宋度宗（趙孟啟）   | 原名趙孟啟，曾被賜名趙孜，後再更名為趙禥。南宋的無能、好酒、淫亂統治者及宋朝的敗國之君。先帝宋理宗的皇弟（正史上是皇侄兒）及趙嘉儀的皇叔兼養父。 度宗是一個可鄙昏君，只顧吃喝玩樂而不問政事及濫用宦官。他把朝政軍事都交給佞臣賈似道處理，甚至自己的家務事也不能處理好，弄的朝中宮內盡是病入膏肓及謊話連篇。                                                     |
| 陳婷   | 鄂貴妃（鄂靈兒）   | 趙嘉儀的姨娘兼養母，是嘉儀的先母之親妹子。雖是忠臣之後但不愛國，也不比她甥女嘉儀賢慧，只顧當前之富裕及權力。為了克服對手韓貴妃，鄂貴妃甚至炫耀她自己高尚的家庭背景。 利用霓裳閣的資源做了很多昂貴的衣物給其他皇親和僕人於收買人心，為自己的愉快揮霍費用，而且在掌管霓裳閣時暗中扣繳撥款乃貪贓枉法。因奴僕而不如意的話，即使是輕微罪行，鄂貴妃會令他們生不如死。 |
| 唐一菲 | 韓貴妃             | 原本是一個宮女，但無恥地勾引宋度宗被寵幸成為皇妃。 鄂貴妃爭寵及權力對手，鄂貴妃和趙嘉儀私下嘲諷地稱韓貴妃為「山雞」。 為了克服對手，就是這個女人提議度宗讓趙嘉儀遠嫁蒙古和親而間接地造成陶芊芊的代嫁，毒鄂貴妃的沙衣，從鄂貴妃手中敵意接管霓裳閣，以及幾次的要殺妄想成皇妃的胡小梅。                                                                            |

### 南宋朝廷
| 演員   | 角色   | 介紹 |
| 袁弘   | 林慕飛 | 南宋大將林湛和王英之四子，一門忠烈林家的少將。因其先父欽慕抗金名將岳飛所以將兒子的名字取為「慕飛」。 |
| 郭軍   | 李敖   | 原是宋朝的一名猛將，從15歲參軍，十多年來從一個無名士兵晉升為兵部中侍郎， 曾任林慕飛軍中為一名副帥。為權力和勝利，李敖會用歹毒的手段，致犯了不少暴行。李敖也是個惡劣的好色之徒，隱含他一生中姦污了眾多姑娘的清白。他對趙嘉儀的美色有私慾。 |
| 張雷   | 趙喆   | 一名貪婪和怯懦的刑部尚書，身在宋朝但暗地裡與元朝勾結。他對黃巧兒的美色有私慾，威脅巧兒，如果巧兒嫁給他當妾，就把他的師傅救出來，而他也答應巧兒用偷天換日的方式救出他的師傅，然後把師傅捆綁在他的一間柴房，但前提是要巧兒跟他洞房完之後，才會把師傅放出來，但巧兒一直反抗，所以他就強制對巧兒強暴，而巧兒一直哭也無法解脫，後被方甯打暈，因巧兒拿虎符出來威脅他，而讓他放他跟師傅離開，後把氣出在方甯身上，把方甯的雙腿打斷。 |
| 牛犇   | 王公公 | 御膳房之內的太監，林慕飛的好友。他想撮合林慕飛和黃巧兒。 |
| 趙毅   | 韓通   | 林慕飛軍中的一名部屬兼戰友。當即將被處決時，林慕飛、趙嘉儀和幾個反元同道曾從元軍在街道救出他，趙嘉儀也因身受箭傷。 |
| 馬飛   | 武青同 | 林慕飛軍中的一名部屬。最後死在崖門戰役。 |
| 張雪婷 | 冬兒   | 鄂妃宮女 |
| 未知   | 彩兒   | 韓妃侍女 |

### 大方染坊
| 演員   | 角色   | 介紹 |
| 蕭正楠 | 方甯   | 大方染坊的二少爺，黃巧兒的丈夫，深愛著黃巧兒，自小機靈過人、才智出眾，雖然不是長子，卻很早被指定是染坊的繼承人。他是最調皮的二少，能哄人開心，但後來由於他的傷殘跟嫉妒令其自信開朗的生活陡然轉變，為了從趙喆手中救出險被趙喆強暴的巧兒，而之後卻被趙喆打斷了雙腿，後為了保護巧兒還有做為男人的一面，站起來把趙喆弄到山下，自己也跟著下去，跟趙喆同歸於盡。 |
| 鄭佩佩 | 方戴氏 | 大方染坊的業主。她是方靜、方寶、及方甯的母親，以及黃巧兒和胡小梅的婆婆。非常能幹，不過認為女子應三從四德，出嫁從夫，年紀愈大，變得愈來愈固執和墨守成規。 |
| 鄭國霖 | 方寶   | 大方染坊的大少爺和繼承者，胡小梅的丈夫，深愛著胡小梅。為人憨厚耿直，雖然魯鈍但心地善良。當遭遇到困難的時候，方寶毫無怨言的擔起了家業的重擔，並且為了保全大局而將個人利益放在一邊。 |
| 何豔   | 方靜   | 大方染坊的大小姐及方寶和方甯的姐姐。 |

### 崖州
| 演員   | 角色   | 介紹 |
| 劉冬   | 阿東   | 崖州本地人。他教黃巧兒棉花種植。由於巧兒與他已故的未婚妻丹丹非常相似，阿東和她有著深厚的友誼。 丹丹的去世是因為幾年前患上瘟疫而村民們怕傳染所以被燒死。 當阿東提到了他和丹丹生前童年時的動人過去，巧兒遺憾想她自己跟方甯的以往，使她恍然從未珍惜同自己從小青梅竹馬的緣份，令她悲傷因為過往對林慕飛的執念便錯過了跟方甯之間的可能。 |
| 郭曉婷 | 符雅雅 | 崖州本地少女。她教黃巧兒及容秀滿基本的棉布編織，由此師徒二人結合自己已有的手藝改革紡織技術。後來，巧兒收她為徒，幫雅雅進步自己的技能。 |

### 其他人物
| 演員   | 角色               | 介紹 |
| 劉松仁 | 風九斤（耶律希木） | 原為契丹人和遼室後裔，其先父是蒙古帝國相臣耶律楚材。 |
| 姚奕辰 | 耶律希木（少年）   | 原為契丹人和遼室後裔，其先父是蒙古帝國相臣耶律楚材。 |
| 戴春榮 | 貫大娘             | 彩雲坊的業主， 容秀滿的事業對手。貫大娘與容秀滿相反，為個人業務成功不靠廉潔勤勞而是用卑鄙手段，與權威時也會無恥地奉承以獲得利益。                                                                                  |
| 常鋮   | 黃震堯             | 一書生，為了生計曾在臨安城內的印書坊做印刷，黃巧兒的父親和容秀滿的前未婚夫。黃震堯和容秀滿本有婚約，但震堯後愛上了文若蘭而以及娶她。但他們的婚姻不幸福，因為他們仍對容秀滿有內疚。最後，震堯在巧兒六歲時鬱鬱而終。 |
| 何建澤 | 石蒲傑             | 暱稱「小石頭」，方靜的舊情人。為了報復石蒲傑返回大方染坊，誓搞垮染坊以報被棄之仇。 |
| 李慶祥 | 孫真人             | 仙鶴道觀的一位道士。醫治了方甯及風九斤（耶律希木）。 |
| 嚴永瑄 | 王英               | 宋將林湛的遺孀，林慕飛的母親。少女時喜好練武，為跟隨她任為將軍的父親曾化裝為一名士兵，然後被蒙古軍俘獲，幸虧獲得她父親的下屬林湛營救。王英最後嫁給林湛，生了四個兒子。                                             |
| 婁亞江 | 額爾德             | 一位元朝王爺。本來宋度宗皇帝等為和親安排其皇侄女趙嘉儀嫁給他，卻反而是宋方平民織女兼宮女陶芊芊的代嫁。 |

## 資料來源
1. ↑  .   [2012-05-17]. （原始内容存档于2012-10-25）.
2. ↑  .   [2012-05-17]. （原始内容存档于2012-10-16）.

## 外部連結
- 搜狐娛樂《衣被天下》（页面存档备份，存于） （简体中文）
- 新浪網影音娛樂《天涯織女》（页面存档备份，存于）（简体中文）
- 新浪娛樂 衣被天下六美图（页面存档备份，存于） （简体中文）
- 《衣被天下》荧屏再现黄道婆（页面存档备份，存于）（简体中文）